# 布萊熱什蒂鄉
44°18′N 25°28′E / 44.300°N 25.467°E
布萊熱什蒂鄉（羅馬尼亞語：Comuna Blejești, Teleorman），是羅馬尼亞的鄉份，位於該國南部，由特列奧爾曼縣負責管轄，面積88平方公里，海拔高度102米，2007年人口3,988，人口密度每平方公里45人。